# Sphingonotus turkanae
Sphingonotus turkanae är en insektsart som beskrevs av Boris Petrovich Uvarov 1938. Sphingonotus turkanae ingår i släktet Sphingonotus och familjen gräshoppor. Inga underarter finns listade i Catalogue of Life.